# Orthotelia
Orthotelia är ett släkte av fjärilar som beskrevs av Stephens 1829. Orthotelia ingår i familjen gnuggmalar.
Släktet innehåller bara arten Orthotelia sparganella.